# 格拉維尼察峰

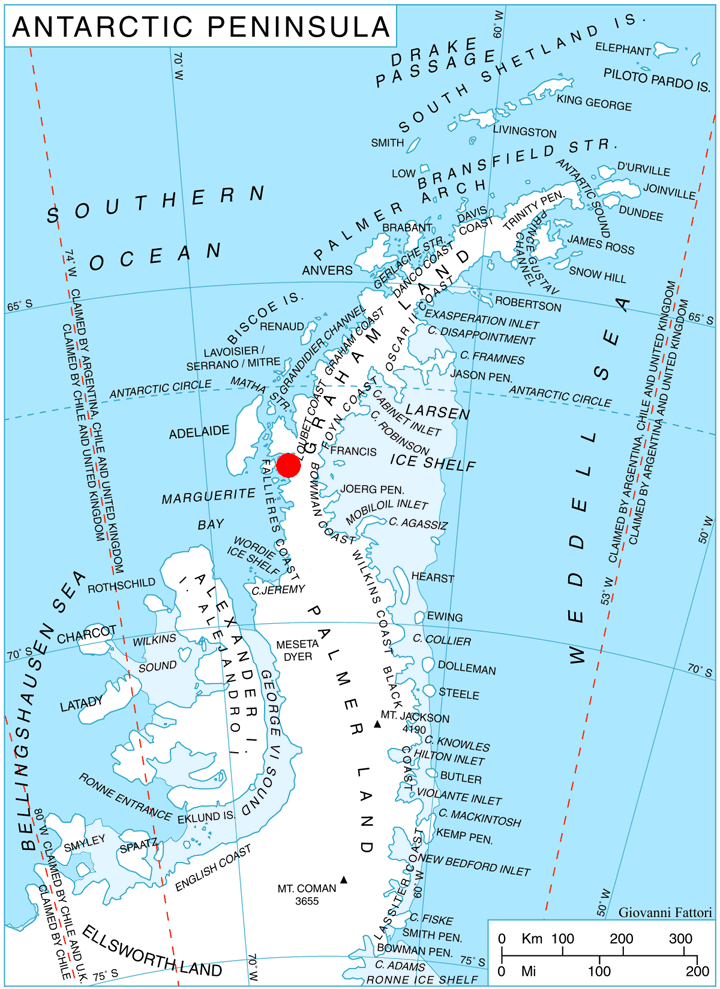

格拉維尼察峰是南極洲的山峰，位於葛拉漢地，是魯多澤姆高地的中部，海拔高度1,500米，該高地以保加利亞東北部城鎮格拉維尼察命名。
67°38′34″S 66°42′36″W / 67.64278°S 66.71000°W

## 外部連結
- SCAR Composite Antarctic Gazetteer（页面存档备份，存于）.